# Abraham Zabludovsky

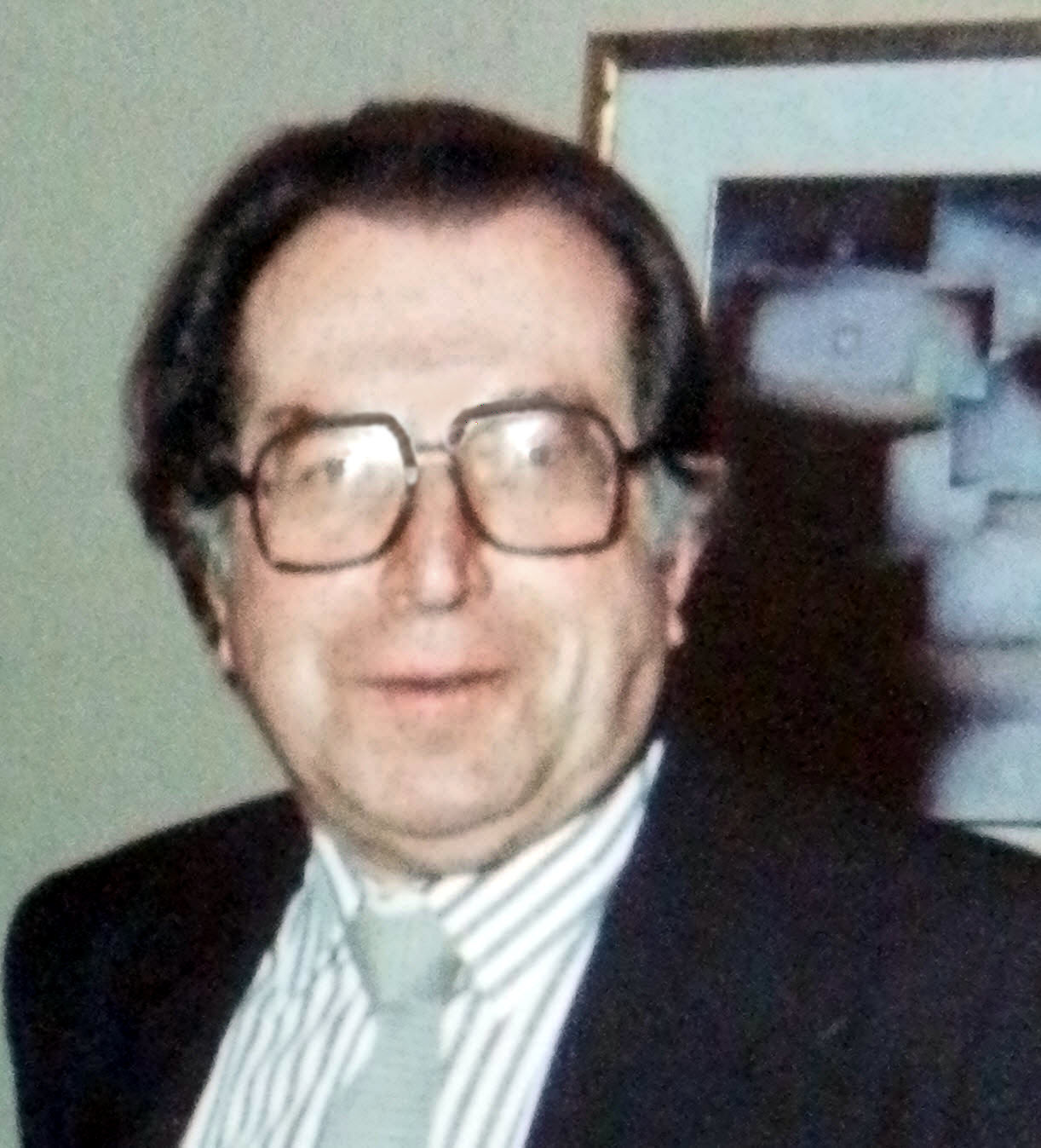
Abraham Zabludovsky

Abraham Zabludovsky (* 14. Juni 1924 in Białystok; † 9. April 2003 in Mexiko-Stadt) war ein mexikanischer Architekt polnischer Herkunft.

## Leben
Zabludovsky ging 1941 nach Mexiko, studierte von 1945 bis 1949 an der Escuela Nacional de Arquitectura der Universidad Nacional Autónoma de México (UNAM) in Mexiko-Stadt Architektur. Danach arbeitete er 1950 in der Lehrwerkstatt bei Mario Pani und ab Anfang der 1950er Jahre selbstständig.

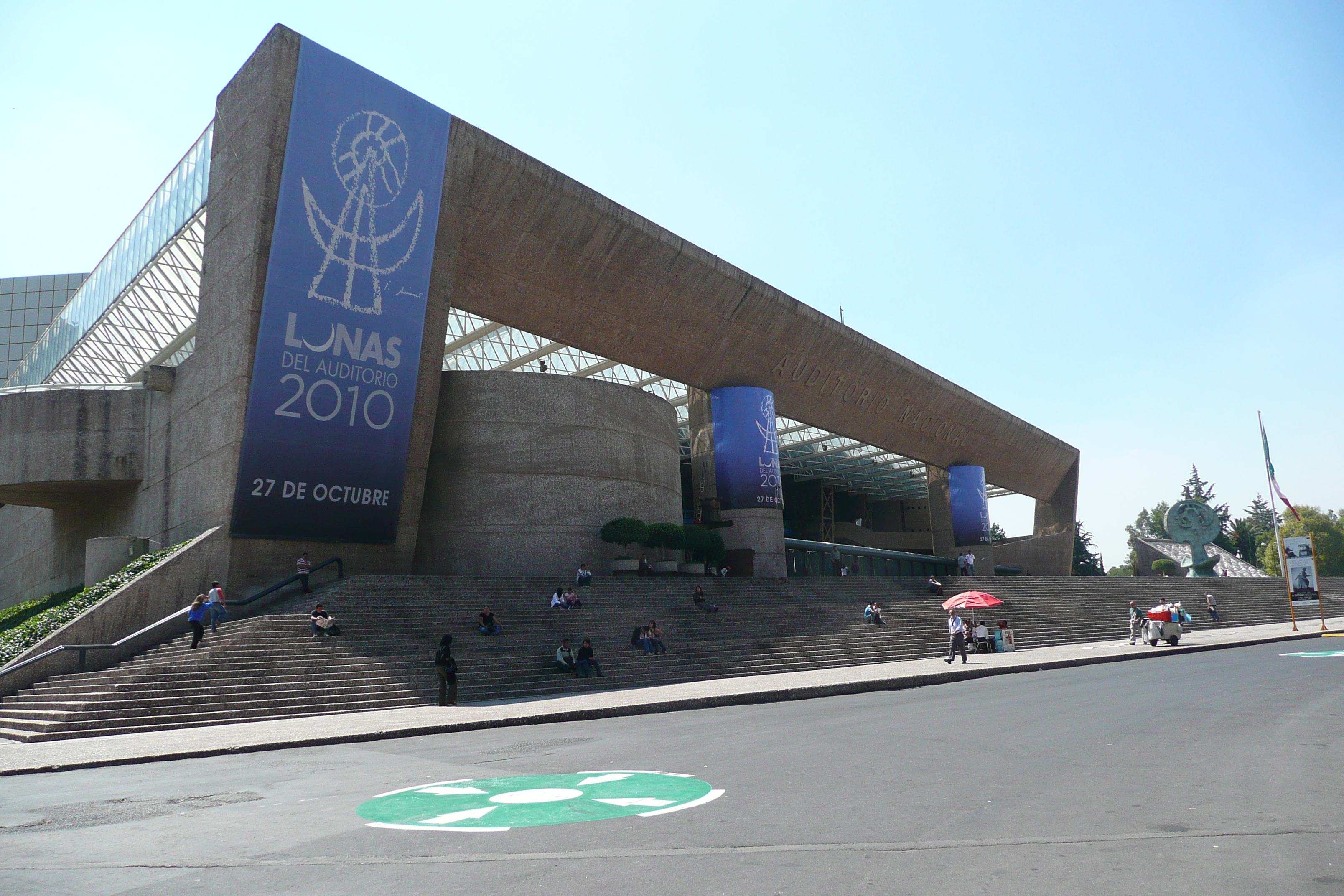
Nationales Auditorium, Mexiko-Stadt

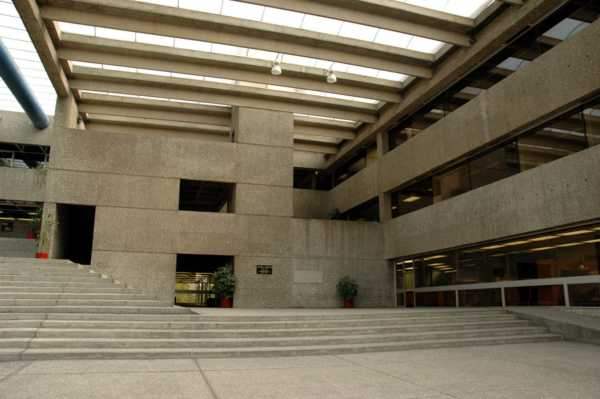
Colmex, Mexiko-Stadt

Im In- und Ausland hat er mehr als 200 Bauprojekte realisiert, überwiegend Wohngebäude und -komplexe, Banken und Kulturzentren, darunter auch viele zusammen mit Teodoro González de León, wie zum Beispiel das El Colegio de México (COLMEX)-Gebäude, das Museo de Arte Contemporáneo Internacional Rufino Tamayo, den Sitz des Instituto del Fondo Nacional de la Vivienda para los Trabajadores (INFONAVIT), die Universidad Pedagógica Nacional sowie die Neugestaltung und Erweiterung des Nationalen Auditoriums (Auditorio Nacional) und andere.
Als Professor der International Academy of Architecture (IAA) lehrte er in der bulgarischen Stadt Sofia.
Er war Mitglied vieler etablierter Architektenverbände in Mexiko, Europa und den Vereinigten Staaten, unter anderem auch Mitglied des American Institute of Architects sowie auch Mitglied im Sistema Nacional de Creadores de Arte (SNCA).
Sein Sohn Moisés Zabludovsky ist heute ein bekannter Künstler.

## Bauwerke (Auswahl)
- 1959: „Horacio“ und Schiller-Wohnhäuser in Mexiko-Stadt
- 1962: „Centenario Cinco de Mayo“ (dt.: 5. Jahrhundert der Mayos) -Bürgerzentrum, Puebla
- 1965: „Bernard Shaw-Wohnhaus“ in Mexiko-Stadt
- 1967: „Mixcoac-Turm“ (Torre de Mixcoac; Wohnkomplex), Mexiko-Stadt
- 1968: Sacal-Haus, Mexiko-Stadt
- 1973: Infonavit-Sitz in Mexiko-Stadt zusammen mit González de León
- 1973–1976: Mexikanische Botschaft in Brasilien zusammen mit J. Francisco Serrano Cacho
- 1975: Colmex-Gebäude in Mexiko-Stadt zusammen mit González de León
- Universidad Pedagógica Nacional mit González de León
- 1979: Städtisches „Emilio Rabasa“-Theater in Tuxtla Gutiérrez
- 1979–1981: Museo de Arte Contemporáneo Internacional Rufino Tamayo in Mexiko-Stadt zusammen mit González de León
- 1982: Zentralsitz der Multibanco Mercantil de México - Banco Bilbao Vizcaya, Mexiko-Stadt
- 1988: Gebäude der mexikanischen Nationalbibliothek im Park von Ciudadela (Neugestaltung und Erweiterung), Mexiko-Stadt
- 1989: „Hogar Los Tamayo“-Haus in Oaxaca
- 1990: Mehrzweckauditorum in Celaya
- 1990: Auditorio Nacional (Neugestaltung und Erweiterung), Mexiko-Stadt, zusammen mit González de León
- 1991: Mehrzweckhalle in Dolores Hidalgo
- 1991: Städtisches Theater von Aguascalientes
- 1991: Staatsauditorium in Guanajuato
- 1992: „La Cantera“-Wohnkomplex, Mexiko-Stadt
- 1993: „Abraham Zabludovsky“-Werkstadtstudio, Mexiko-Stadt
- 1995: Mehrzweckhalle und Koversationszentrum in Tuxtla Gutiérrez
- 1995: „Schwester Juana Inés de la Cruz“-Kulturzentrum, Nepantla
- 1995: Hotel im Flughafen Mexiko-Stadt (Projekt)
- 1997: Museum, Erholungszentrum und Sportstätte am jüdischen Hügel „Cerro del Judío“ (Projekt)
- 1997: Touristikzentrum und das Nachtlager in Ajusco (Projekt), Mexiko-Stadt
- 1999: Bürokomplex in Santa Fe (Mexiko-Stadt)
- 2000: Freizeitzentrum in der EGEDA Ciudad de la Imagen, Pozuelo de Alarcón, Spanien
- 2000: Städtisches Theater und Konversationszentrum in Coatzacoalcos

## Auszeichnungen
- 1982: Mexikanischer Nationalpreis für Wissenschaften und Künste
- 1991: Goldmedaille bei der Biennale für Architektur in Sofia, 1991
- 1994: Großer Ex-Aequo-Preis bei der Zweiten Internationalen Biennale für Architektur von Brasilien
- 1994: „Vitruvio“-Preis für seine Beiträge zur lateinamerikanischen Architektur zur Gestaltung und Kultur der Dörfer, Buenos Aires